# Johannes P. Osterhoff
Johannes P. Osterhoff ist ein deutscher Medienkünstler. Er lebt und arbeitet in Berlin.

## Biographie
2006 erstellte Johannes P. Osterhoff mit Hausbau das erste generativ illustrierte PDF-Magazin seiner Art.
In seinen aktuellen Projekten beschäftigt er sich aus künstlerischer Sicht mit der grafischen Benutzerschnittstelle, Privatsphäre und dem Wert von Daten. So bestehen seine Bilderserien Aqua und Aero aus Fragmenten der gleichnamigen Benutzeroberflächen.
Die Arbeit Defence behandelt die Bildsprache von Windows Vista und dessen Benutzerkontensteuerung.
Google – One-Year Performance Piece, iPhone live und Dear Jeff Bezos sind jeweils einjährige Performances, bei denen Osterhoff teils automatisch erhobene Daten zweckentfremdet und öffentlich zugänglich macht.

## Werke (Auswahl)

### Dear Jeff Bezos (2013–2014)
Einjährige Performance bei der Osterhoff seinen Amazon Kindle so modifizierte, dass dieser automatisiert E-Mails mit seinem über Amazon Whispernet gespeicherten Lesefortschritt an Jeff Bezos schickte.

### iPhone live (2012–2013)
Performance, bei der Osterhoff für die Dauer eines Jahres seine Aktivitäten auf seinem iPhone protokollierte und öffentlich zugänglich ins Internet stellte.  Dazu benutzte er ein iPhone mit Jailbreak, das auf dem iPhone vorhandene Screenshots automatisiert auf eine Website übertrug.

### Google – One-Year Performance Piece (2011)
Online-Performance, bei der Osterhoff seine im Jahr 2011 getätigten Suchanfragen öffentlich ins Netz stellte, um auf den Wert dieser Daten für Google aufmerksam zu machen.

### Berliner iPad Adbusting (2010)
Zur Markteinführung des iPads in Deutschland ergänzte Osterhoff eine iPad-Werbung am Rosenthaler Platz in Berlin mit Nacktbildern. Dieses Adbusting nahm auf Steve Jobs Äußerung Bezug, das iPad böte „Freedom from Porn“ und inspirierte so weitere Aktionen auf der WWDC 2010.

### Weitere Arbeiten
- Desktop Island, in: Olia Lialina und Dragan Espenschied (Hg.): Digital Folklore Reader, Verlag merz & solitude, Stuttgart 2009, ISBN 978-3-937982-25-0
- Defence, 2009
- Aero, 2007
- IMG SRC, Verlag merz & solitude, Stuttgart 2007, ISBN 978-3-937982-16-8.
- Aqua, 2006
- Hausbau, 2006

## Ausstellungen (Auswahl)
Gruppenausstellungen:
- iPhone live, Dear Jeff Bezos. European Media Art Festival, Osnabrück 2013[18]
- iPhone live. 26. Stuttgarter Filmwinter 2013
- iPhone live. transmediale reSource, Kunstraum Kreuzberg/Bethanien, Berlin 2012
- Google (One-Year Performance Piece). 25. Stuttgarter Filmwinter 2012
- FirewallBall. Tele-Internet, Ars Electronica, Linz 2011[19]
- 7 Windows. Platoon Kunsthalle, Seoul 2010

Einzelausstellungen:
- iPhone live. Galerie La Fonderie du 11ème, Paris 2013
- Defence. ABC Gallery, Moskau 2008
- Aqua & Aero. Galerie 35, Berlin 2007
- Aqua. ABC Gallery, Moskau 2006

## Preise und Auszeichnungen
- Arte Creative Network Culture Preis, Lobende Erwähnung für iPhone live, Stuttgarter Filmwinter 2013[20]
- Expanded Media Preis Network Culture, Lobende Erwähnung für Google – One-Year Performance Piece, Stuttgarter Filmwinter 2012[21]